# Cymbidium changningense
Cymbidium changningense је врста орхидеја из рода Cymbidium и породице Orchidaceae. Природно станиште је Кина покраина Јунан. Нису наведене подврсте у Catalogue of Life.